# Xã Emmetsburg, Quận Palo Alto, Iowa
Xã Emmetsburg (tiếng Anh: Emmetsburg Township) là một xã thuộc quận Palo Alto, tiểu bang Iowa, Hoa Kỳ. Năm 2010, dân số của xã này là 2.834 người.